# 阿列克谢·亚历山德罗维奇·彼得罗夫
阿列克谢·亚历山德罗维奇·彼得罗夫（俄语：Алексей Александрович Петров，1974年9月8日—），俄罗斯男子举重运动员。他曾代表俄罗斯参加1996年和2000年夏季奥林匹克运动会举重比赛，共获得一枚金牌和一枚铜牌。